# Kommandierender General der Deutschen Luftwaffe in Rumänien
Der Kommandierende General der Deutschen Luftwaffe in Rumänien war eine höhere Dienststellung der deutschen Luftwaffe im Zweiten Weltkrieg.

## Geschichte
Die Aufstellung des Stabes der Dienststelle mit Sitz in Bukarest erfolgte am 1. März 1944 aus der ehemaligen Deutschen Luftwaffenmission Rumänien.
Dem Kommandierenden General der Deutschen Luftwaffe in Rumänien oblag die taktische und operative Führung der Luftwaffenverbände in Rumänien, das zu dieser Zeit durch den Dreimächtepakt ein Verbündeter des NS-Staats war. Der Schwerpunkt der Aktivitäten lag im Bereich der Erdölfelder und Raffinerien von Ploiești, die durch westalliierte Luftangriffe gefährdet waren. Nachdem am 23. August 1944 die bisherige Regierung gestürzt worden war und Rumänien infolge dessen die Seiten gewechselt hatte, musste sich die Dienststelle aus Rumänien zurückziehen. Am 4. September 1944 erfolgte die Auflösung.

## Unterstellung
| Unterstellung | von          | bis               |
| ------------- | ------------ | ----------------- |
| Luftflotte 4  | 1. März 1944 | 4. September 1944 |

## Unterstellte Verbände
| 3. April 1944 |                                           |
| ------------- | ----------------------------------------- |
| 3. April 1944 | Jagdfliegerführer Balkan; 5. Flakdivision |